# Chaohusaurus
Chaohusaurus là một chi tuyệt chủng của ichthyopterygian cơ bản, tùy thuộc vào định nghĩa có thể là ichthyizard, từ kỷ Trias sớm của Sào Hồ và Viễn An, Trung Quốc.

## Khám phá
Loài Chaohusaurus geishanensis được đặt tên và mô tả bởi Dương Chung Kiện (Yang Zhongjian) và Đổng Kỳ Minh (Dong Zhiming) vào năm 1972, dựa trên một hóa thạch được tìm thấy trong quá trình xây dựng một tuyến đường sắt. Tên chung để chỉ hồ Sào Hồ. Tên cụ thể đề cập đến vị trí Geishan. Các mẫu gốc, IVPP V 4001, đã được phát hiện trong một lớp của hệ tầng đá vôi Majianshan có niên đại từ Anisian. Nó bao gồm một bộ xương một phần, chứa hộp sọ và thân trước.
Năm 1985 Chen Lizhu đã đặt tên cho hai loài bổ sung dựa trên các hóa thạch được tìm thấy trong cùng một cấu tạo: Anhuisaurus chaoxianensis và Anhuisaurus faciles. Tuy nhiên, tên này đã bị thằn lằn Anhuisaurus Hou 1974 xác nhận. Do đó, Anhuisaurus Chen 1985 được đổi tên thành Chensaurus vào năm 1991 bởi Jean-Michel Mazin và các cộng sự. Năm 1998, Ryosuke Motani và những người khác xác định rằng hóa thạch Chensaurus đại diện cho phần còn lại của con vật chưa thành niên, với những con C. faciles là nhỏ nhất, và chúng tạo thành chuỗi tăng trưởng với Chaohusaurus.
Điều này ngụ ý rằng phần thân thể được biết đến của Chaohusaurus đã được tăng lên với các mẫu gốc AGM P45-H85-25, mẫu gốc của Chensaurus chaoxianensis; AGM P45-H85-25, mẫu gốc  Chensaurus faciles của Chensaurus; và chân chèo phía trước IVPP V 11361 và IVPP V 11362. Năm 2001, một mô tả chi tiết về cấu trúc xương của Chaohusaurus đã được xuất bản bởi Michael Maisch.
Trong năm 2014, ba mẫu vật bổ sung đã được báo cáo: AGM I-1, AGM CHS-5 và AGM CH-628-22. AGM I-1 cũng chứa phần còn lại của ba phôi thai. Phát hiện mới này là một phần của những khám phá gần đây của một dự án cổ sinh vật học Trung Quốc-Ý về tám mươi hóa thạch Chaohusaurus.
Vào năm 2013, một loài thứ hai đã được đặt tên và mô tả bởi Chen Xiaohong và các cộng sự.: Chaohusaurus zhangjiawanensis. Tên cụ thể đề cập đến nguồn gốc của nó gần làng Zhangjiawan. Các mẫu gốc, WHGMR V26001, đã được phát hiện trong một lớp của hệ tầng Jialingjang có niên đại từ Spathian. Nó bao gồm một bộ xương tương đối hoàn chỉnh với hộp sọ. Một bộ xương thứ hai thiếu hộp sọ, WHGMR V26002, đã được đề cập.